# زایون (پنسیلوانیا)
زایون (به انگلیسی: Zion) یک منطقهٔ مسکونی در ایالات متحده آمریکا است که در شهرستان سنتر، پنسیلوانیا واقع شده‌است. زایون ۷٫۴۶ کیلومتر مربع مساحت و ۲٬۰۳۰ نفر جمعیت دارد و ۳۰۷٫۸۵ متر بالاتر از سطح دریا واقع شده‌است.